# Wrzesień
Wrzesień – dziewiąty miesiąc w roku, według kalendarza gregoriańskiego ma 30 dni.

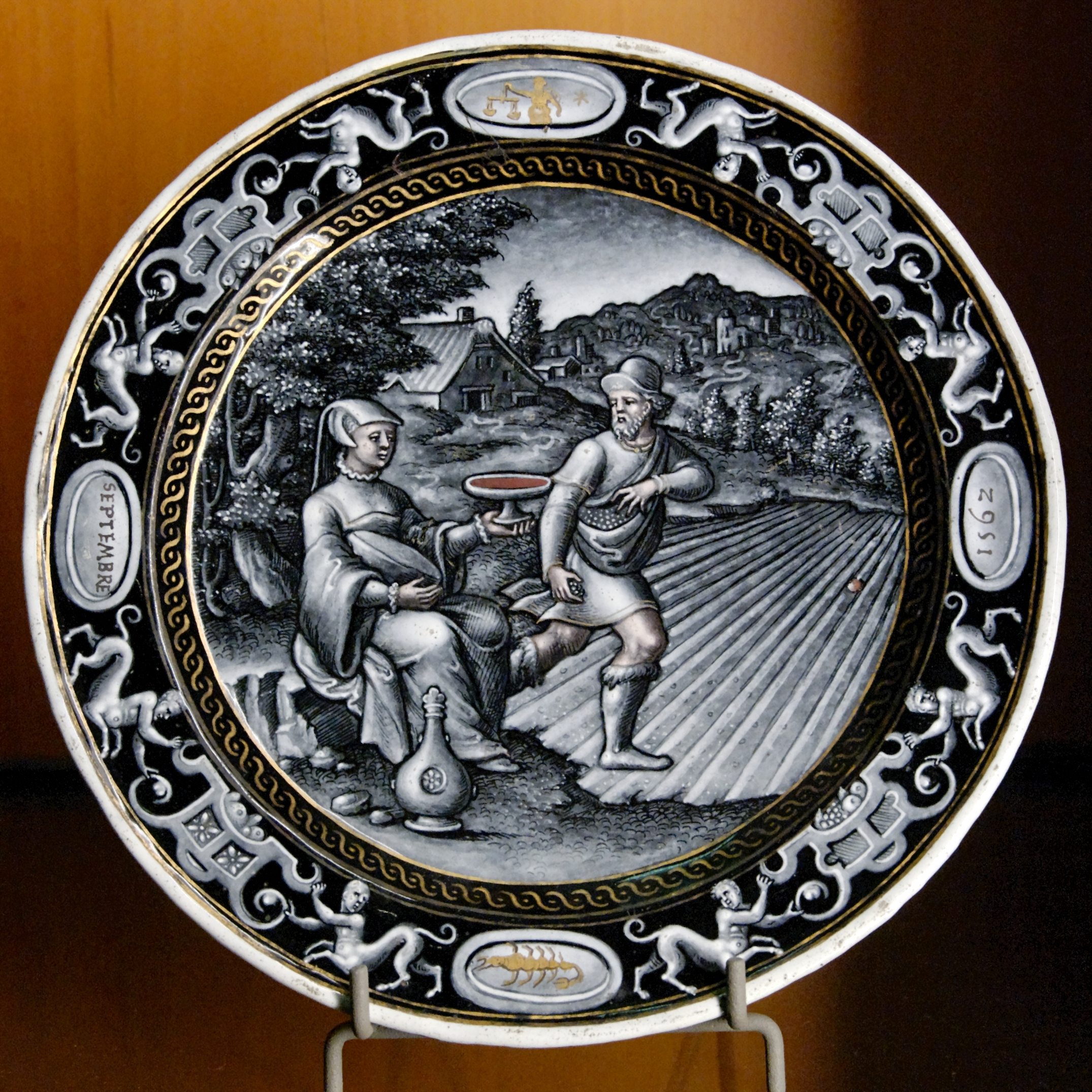
Wrzesień, ilustracja na platerze autorstwa Pierre’a Reymonda, 1562

Nazwa miesiąca (według Brücknera) pochodzi od kwitnących w tym miesiącu wrzosów (por. ukr. вересень / wereseń, błr. верасень / wierasień). Dawniej używano również nazwy pajęcznik od nici babiego lata. Łacińska nazwa September (‘siódmy miesiąc’; zobacz: kalendarz rzymski) została zapożyczona przez większość języków europejskich.
Pod koniec miesiąca następuje na półkuli północnej równonoc jesienna, a na południowej równonoc wiosenna. Pod względem meteorologicznym jest to w Polsce miesiąc jesienny.